# Begova džamija u Brčkom
Begova džamija se nalazi u Brezovom Polju kod Brčkog, u Bosni i Hercegovini, trenutačno u sastavu Tuzlanskog muftiluka.

## Povijest
Begova džamija se nalazi se u mjestu Brezovo Polje kod Brčkog. Sagrađena je 1750. godine, a srušena u toku agresije na Bosnu i Hercegovinu od srpskog agresora 21. svibnja 1993. godine. Obnovljena je 30. srpnja 2005. godine.

## Vanjske poveznice
- Džemat Brezovo Polje Brčko